# 오우치씨
오우치씨(일본어: 大内氏 오우치시[*])는 일본의 씨족 중 하나이다. 본성은 타타라(多々良氏)씨, 가바네는 고니키시이다. 중세 일본의 최초 다이묘(슈고), 대영주이며 센고쿠 시대 이후에도 방계 후손들이 근세 일본 막부의 영주 귀족 집안으로 살아남았고 우시쿠노야마구치씨는 일본제국 당시 화족 가문이다. 백제 왕조 백제 성왕의 후손이다.
스오국의 실무 지방 관료에서 출세하여 슈고 다이묘되었고 이후 센고쿠 다이묘가 되어 큰 세력을 유지했고, 한반도와의 무역 및 교류를 통해 난보쿠초 시대 및 센고쿠 시대의 상당 기간 동안 전성기를 구가했다. 스오국, 나가토국, 이와미국, 부젠국, 지쿠젠국의 슈고직에 보임되는 등 전성기에는 6개 구니를 영유하였다.

## 역사

### 가문 유래
일본인들은 소위 겐페이토키쓰(源平藤橘, 일본 4대 대성인 겐지·헤이시·후지와라씨·다치바나씨 후손의 총칭) 또는 그 외의 중앙 귀족의 후손을 자처하는 경우가 많지만, 오우치 씨는 백제 성명왕 혹은 위덕왕의 셋째 아들인 임성태자(琳聖太子)를 시조로 주장한다.
그들의 주장에 따르면, 일본으로 건너간 임성태자가 스오국의 다타라하마(多々良浜) 바닷가에 도착하였으므로 스스로의 성을 타타라(多多良)라 하였다가 훗날 오우치(大內) 마을에 거주하게 되면서 오우치씨라고 칭하게 되었다고 한다. 新撰姓氏録에서는 금관가야의 왕 니리쿠모(爾利久牟)가 타타라성씨를 사용하며 스쿠네가 되었다고 하여 타타라성씨가 한반도계인 것을 알 수 있다. 陶氏(스에우지)와 같이 가야(加羅)계 또는 백제(百済)계 성씨이다.   

### 헤이안 시대에서가마쿠라 시대까지
헤이안 시대 후기인 닌페이 2년(1152년)에 발급된 재청하문(在廳下文)에 다타라씨 성을 가진 세 사람의 서명이 적혀 있다. 이것이 다타라씨가 등장하는 가장 오래된 기록인데, 이 무렵에 접어들어 재청관인으로서 큰 세력을 갖게 된 것으로 보인다. 헤이안 말기의 오우치씨의 당주로 스오의 호족 가운데 가장 강력한 세력을 가지고 있던 다타라 모리후사(多多良盛房)가 스오노곤노스케에 임명된 이후, 오우치노스케(大內介)라는 이름을 쓰며 자신의 후손인 역대 당주들에게 이 이름을 물려주었다. 가마쿠라 시대에 오우치 일족은 스오의 고쿠가(國衙-지방관아)를 완전히 장악하여 실질적인 스오의 지배자가 되었을 뿐 아니라, 막부의 고케닌(御家人)으로서 로쿠하라 단다이(六波羅探題)의 효조슈(評定衆)에 임명되기도 했다.

### 난보쿠초 시대
남북조 시대에 들어 당주 오우치 히로유키(大内弘幸)와 숙부 와시즈 나가히로(鷲頭長弘) 사이에 가독(家督) 자리를 둘러싼 싸움이 일어났고, 히로유키의 아들인 히로요(弘世)가 와시즈씨 집안을 종속시키고 나가토국(長門国)의 슈고 고토씨(厚東氏) 집안과 항쟁, 쇼헤이 13년/엔분 3년(1358년)에는 그 거점 시모후리성(霜降城)을 공략하여 고토씨를 규슈로 내쫓아 버림으로서, 오우치 씨의 세력은 스오와 나가토, 2개 구니로 확대된다. 히로요는 본거지를 야마구치(山口)로 옮기고 쇼헤이 18년/조지 2년(1363년) 북조(北朝)인 무로마치 막부에 신복했다.
히로요의 뒤를 이은 적남(嫡男) 오우치 요시히로(大内義弘)는 규슈 단다이(九州探題) 이마가와 사다요(今川貞世)의 규슈 제압에 종군하고, 남조(南朝)와의 통합 교섭도 맡아 겐추 8년/메이토쿠 2년(1391년)에는 야마나씨(山名氏)가 일으킨 메이토쿠의 난에서도 활약하였다. 그 결과 이즈미·기이·스오·나가토·부젠·이와미의 6개 구니를 다스리는 슈고 다이묘(守護大名)로서 조선과도 독자적인 무역을 행하는 등(《조선왕조실록》에 기록된 통교기사만 150년간 에 걸쳐 200회가 넘을 정도), 오우치 씨 집안의 최전성기를 구축하였다. 그러나 요시히로의 세력을 두려워한 3대 쇼군 아시카가 요시미쓰(足利義満)의 도발로 요시히로는 가마쿠라 구보(鎌倉公方) 아시카가 미쓰카네(足利満兼)와 공모해 오에이 6년(1399년)에 사카이(堺)에서 거병했다가 패하고 전사한다(오에이의 난).
요시히로 사후 영지 대부분이 요시미쓰의 차지가 되고, 스오·나가토 2개 구니의 슈고는 요시히로의 남동생 오우치 히로시게(大内弘茂)에게 넘겨져 오우치 집안의 세력은 일시 쇠퇴했다. 그러나 오에이의 난에서 영지에 남아 있던 요시히로의 또 한 명의 동생·오우치 모리미(大內盛見)가 이 결정에 반항하여 다시 가독 자리를 둘러싼 항쟁이 일어났고, 히로시게는 모리미에게 살해당한다. 막부의 명을 받고 있던 주변의 고쿠진(國人)들도 모리미에 항복하면서 막부는 모리미의 가독 계승을 인정해야만 했다.

### 무로마치 시대에서 센고쿠 시대까지

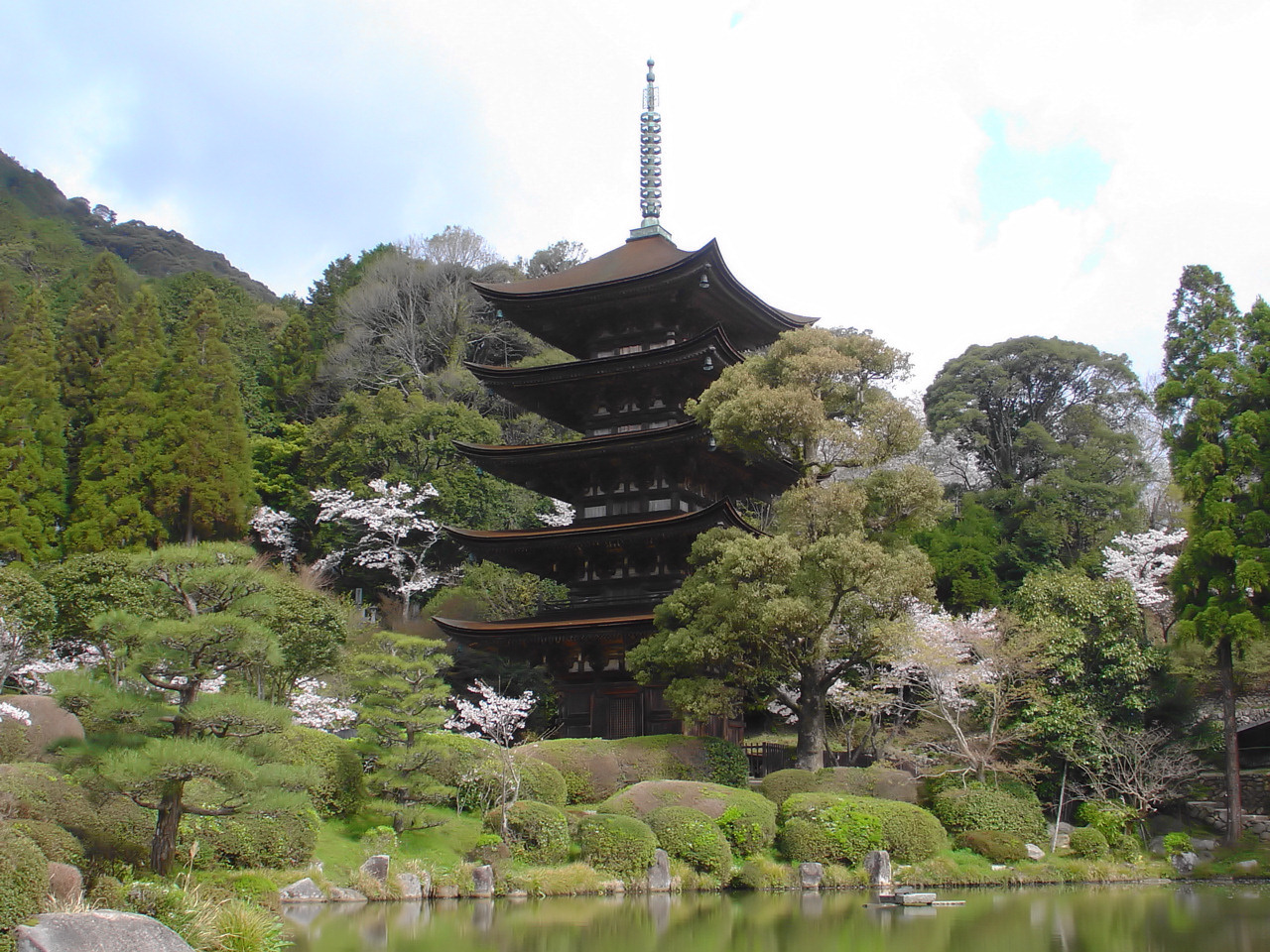
오우치 문화를 대표하는 건축물의 하나인 유리광사(瑠璃光寺) 오중탑(五重塔).

당주가 된 모리미는 요시히로 시절의 영화를 되찾고자 기타큐슈(北九州) 방면으로 진출했다. 료슌의 후임으로 규슈 단다이가 된 시부카와 씨(渋川氏)를 대신해 기타큐슈를 맡아, 막부의 신임을 얻어 부젠의 슈고에도 임명되지만, 에이쿄(永享) 3년(1431년)에 쇼니 미쓰사다(少貳満貞)·오토모 모치나오(大友持直)와의 싸움에서 패하여 전사했다. 그러나 뒤를 이은 조카 오우치 모치요(大内持世, 요시히로의 유복자)는 모리미에 필적하는 인물로서 6대 쇼군 아시카가 요시노리(足利義教)의 신임을 받아 지쿠젠의 슈고에 임명되어 쇼니씨·오토모씨를 정벌하는 등, 오우치 씨의 기타큐슈에서의 우위를 확립했다(또한 이 무렵부터 야마구치 씨의 계통이 분파하였다). 모치요는 가키쓰(嘉吉) 원년(1441년)에 일어난 전란(가키쓰의 난)에 말려들어 비명횡사했지만, 사촌동생이자 그의 양자였던 오우치 노리히로(大內敎弘, 모리미의 아들)이 그 세력을 이어받았다. 노리히로의 아들인 마사히로(政弘)는 오닌(應仁) 원년(1467년)에 일어난 오닌의 난에서는 서군(西軍)의 야마나 소젠(山名宗全)에 속하여 용맹을 떨쳤고, 난이 종결된 뒤 규슈에서의 재기를 꾀하여 거병을 일으킨 쇼니씨와 오토모씨 두 집안을 다시 굴복시킨다. 여기서 그치지 않고 막부에도 영향을 미치는 슈고 다이묘로서의 지위도 그대로 보전하였다.
센고쿠 시대, 마사히로의 뒤를 이은 오우치 요시오키는 쇼니씨를 일시 멸망 직전까지 몰아붙이고 기타규슈·주고쿠 지방의 패권을 확립해 그 세력 기반을 확고하게 다졌다. 그리고 교토에서 쫓겨난 쇼군 아시카가 요시타네(足利義稙)를 보호하여, 에이쇼 5년(1508년)에 호소카와 다카쿠니(細川高國)와 협력해 요시타네를 끼고 주고쿠·규슈의 세를 몰아 교토로 상경해, 간레이(管領) 대리로서 무로마치 막부의 정치를 행하는 등 표면상 일대 세력을 구축하기에 이른다. 그러나 장기간에 걸친 교토 체류는 오우치뿐 아니라 그의 휘하 고쿠진과 호족들에게도 부담이 컸고, 먼저 구니로 돌아간 아키 다케다씨(安芸武田氏)의 다케다 모토시게(武田元繁)나 이즈모의 아마고 쓰네히사 등이 오우치의 영지를 침략하는 등 배후를 위협해왔다. 대응에 고심하던 요시오키는 교토에서 돌아와 아마고 씨나 아키 다케다씨 집안과 싸웠다.
교로쿠 원년(1528년)에 요시오키가 죽자 적자 요시타카(義隆)가 가독을 이어받았다. 이 시대에는 스오뿐 아니라 나가토·이와미·아키·빈고·부젠·지쿠젠을 영유한 명실공히 서국(西国) 제일의 센고쿠 다이묘(戦国大名)로서 오우치 집안은 중흥기를 이룩했다. 호소카와 씨 집안과도 싸워서 명나라과의 교역을 독점했으며, 학문과 예능에 힘을 쏟았던 요시타카가 크리스트교 포교를 허락하고 구게(公家)나 선교사들을 적극적으로 보호했기에, 오우치 영내에는 독특한 야마구치 문화권(오우치 문화)이 형성되어 문화적으로도 전성기를 맞았다.

### 쇠퇴
오우치 요시타카는 스에 오키후사(陶興房)나 나이토 오키모리(内藤興盛) 등의 우수한 가신들의 보좌를 받으며 이즈모의 아마고 쓰네히사(尼子恒久)와 손자 하루히사(晴久), 지쿠젠의 규슈 단다이 쇼니 스케모토(少弐資元)·후유히사(冬尚) 부자와 세력을 다투는 한편, 분고의 오토모 요시아키(大友義鑑)나 아키의 모리 모토나리(毛利元就) 등과는 몇 번의 전투 끝에 융화책을 강구했다. 특히 모리를 자신의 세력하에 종속시키는 데 성공했다. 또한 내분이 일어난 이쓰쿠시마(嚴島)의 신주(神主) 집안 계승 다툼에도 개입한 기록이 남아있다.
덴분 5년(1536년) 마침내 쇼니씨를 다시 멸망 직전으로 몰아넣고, 덴분 9년(1540년)부터 10년(1541년)까지 모리 모토나리의 거성이었던 요시다 고리야마 산성(吉田郡山城)의 싸움에 원군으로 출전, 아마고 씨를 격파하고 아마고 씨의 본거지 이즈모로 쳐들어가 일 년에 가까운 원정을 펼쳤으나, 조카이자 양자인 후계자 하루모치(晴持)와 많은 가신을 잃고 원정에 실패했다. 큰 충격을 받은 요시타카는 정무도 내버린 채 오로지 학문과 예능에만 힘을 쏟았다. 여기에 스에 다카후사를 위시한 무단파와 사가라 다케토(相良武任)를 필두로 한 문치파의 대립이 격해지는 등 오우치는 내분에 휩싸이기 시작했고, 결국 덴분 20년(1551년) 스에 다카후사의 모반으로 요시타카가 자결하면서(소위 다이네이지의 변) 오우치씨는 급속히 쇠퇴한다.

### 멸망
요시타카가 죽은 뒤, 스에 다카후사가 요시타카의 조카이자 양자인 오토모 하루히데(大友晴英)를 당주로 옹립하고, 그에게서 이름한 자를 받아 하루카타(晴賢)로 개명했다. 하루히데는 오우치 요시나가(大内義長)라 이름을 고치고 공신 스에 하루카타가 권력을 잡았다. 하루카타는 강압적으로 가문을 다스렸는데 이에 불만을 품은 집안 내 세력이 적지 않았다. 선대 요시타카의 매형인 요시미 다다요리(吉見正頼)가 이와미 산본마쓰(三本松)에서 반기를 들었고, 이 와중에 아키의 최대 세력이었던 모리 모토나리가 종속 관계를 벗어나 센고쿠 다이묘로 독립했으며 곧 스에씨 세력의 여러 성을 공략했다. 고지(弘治) 원년(1555년), 여러 번의 패배끝에 궁지에 몰린 하루카타가 아키의 미야지마(宮島)에서 모토나리의 기습공격 직전 자결했다(이쓰쿠시마 전투). 그의 죽음으로 오우치 내부는 통제력을 잃었고 우왕좌왕하는 가운데 고지 2년(1556년) 모토나리의 침공을 받게 된다. 가문 내부에서도 주요 가신 그룹인 스기씨(杉氏)나 스에씨(陶氏), 나이토씨(内藤氏)까지 야마구치 주변에서 서로 내분을 일으켰다. 난을 일으켰던 방계 친족 요시미씨(吉見氏)도 모리에게 항복하고 신하가 되면서 기반을 모두 잃은 오우치 요시나가(大内義長)는 나이토 다카요(内藤隆世)의 거성인 나가토의 가쓰야마성(且山城)으로 달아났다가 이듬해 장남 다카요와 함께 자결하였다. 이로써 적통 스오 오우치씨(周防大内氏)는 멸망했다.

### 분고 오우치씨
에이로쿠 2년(1559년), 쇼군 아시카가 요시테루는 오우치 요시나가(大内義長)의 친형으로서 인연을 인정하여 분고(豊後)와 부젠(豊前)의 태수 오토모 요시시게(大友義鎮)에게 규슈 단다이의 직책과 함께 오우치 씨의 후계자로 임명한다는 문서를 하사하였다.
에이로쿠 12년(1569년) 주고쿠 지방을 평정한 모리씨가 북규슈에 침공했다. 적통 오우치 씨의 방계 친족인 오우치 데루히로(大內輝弘)는 오토모 소린(大友宗麟)의 부하였는데 모리씨를 배후에서 격퇴할 목적으로 군사를 받아 스오의 야마구치를 공격했다. 스오에서 오우치의 잔당들이 잇달아 가담하면서 야마구치를 탈환하고 다시 오우치 씨가 일어서는 듯 했지만, 오토모 씨 공략을 중단하고 기타큐슈에서 급히 되돌아온 모리군의 역습으로 결국 전멸했다. 이로서 주고쿠 서부의 오우치 씨의 잔여 세력 역시 사라졌다.

### 에도 시대
현재 도쿄 동쪽 이바라키 현(茨城縣)에는 에도 시대 우시쿠 번(牛久藩)이 있었는데, 대대로 번주였던 야마구치 씨가 오우치 씨의 방계로서 오우치 요시히로의 차남 오우치 모치모리(大内持盛)의 계통이며, 메이지 유신까지 후다이 다이묘(譜代大名)로서 존속됐다.

## 특기 사항
- 오우치 가문의 당주는 오우치 요시나가를 끝으로 멸망했으나 타타라성씨는 지속되어 대일본제국 당시 귀족 가문인 화족(華族)이 되어 세를 떨쳤고 스오 오우치 가문의 혈통 또한 계속됐다. 제31대 당주(종손)인 오우치 요시타카의 아들 중 하나가 도요타씨(豊田氏)를 만들고 세계(世系)를 이어오고 있다. 현재 도요타 자동차의 창업자 집안이 도요타의 일족이다.
- 남북조 시대 아시카가 막부에게 반기를 들었던 오우치 요시히로의 일생을 소재로 소설 작품이 있다. 제목은 화염의 탑(炎の塔)이며 나오키 상 수상 작가 후루카와 카오루(古川薰, 1925년~)가 지었고 조정민이 옮겼다. 도서출판 산지니. 272쪽. ISBN 9788965452171.
- 2009년 6월 8일 KBS 역사 스페셜에 오우치 이야기(1~5) 편이 방영됐다. 오우치의 후손들이 자신들의 뿌리인 임성태자의 흔적을 찾아서 충남 공주, 부여와 익산을 탐방하는 내용으로, 매년 백제 왕릉에서 제를 올리며 자신들을 백제 성왕의 45대 손으로 주장하는 한 일본인 부부를 주제로 제작된 프로그램이다. 프로그램에는 야마구치현에 임성태자 공양탑과 그의 칼이 보존돼 내려오고 있으며 일제 시대 전까지 한반도와 관련성을 나타내는 집안 자료들이 많았다는 내용이 포함됐다.
- 오우치씨는 임성태자의 후손과 가야왕  타타라 성(姓) 계통으로, 미나모토 성이 조상인 동성이본 혈통이 존재하나 두 집안 사이는 전혀 관련이 없다.

## 주요 인물
- 오우치 노스케(大内之介) - 오우치 성씨를 최초로 사용한 인물. 임성태자(琳聖太子)의 25대 자손[2], 오우치 요시히로의 고조부.
- 오우치 요시히로(大内義弘, 1356년 ~ 1400년) - 무로마치 막부 제 3대 쇼군 아시카가 요시미쓰에게 반기를 들었다(오에이의 난(応永の乱)).
- 오우치 마사히로(大内政弘, 1446년 ~ 1495년) - 오닌의 난 때 야마나 소젠(山名宗全)이 이끄는 서군에 가담하여 큰 무공을 올렸다.
- 오우치 요시오키(大内義興, 1477년 ~ 1528년) - 1508년에 쫓겨났던 쇼군 아시카가 요시타네(足利義稙)를 복위시키고, 패자로 군림하고, 오우치 문화를 꽃피우는 등 오우치 가문의 전성기를 이룩하였다.
- 오우치 요시타카(大内義隆, 1507년 ~ 1551년) - 부친 요시오키의 뒤를 이어 명실공히 서일본 제일의 다이묘로 명성을 떨치며 6개국을 실효 지배하였다. 가신 스에 다카후사의 모반으로 자결했으며(다이네이지의 변) 이후 오우치 가문은 급속히 쇠퇴하게 되었다.
- 오우치 요시나가 (大内義長, 1537년? ~ 1557년) - 오우치 가문 최후의 당주(종손). 오토모 소린의 형제이자 오우치 요시오키의 외손으로, 요시타카 사후 소린과 스에 다카후사의 의해 오우치 가문의 이름뿐인 당주가 되었으나, 결국 모리 모토나리에게 패배하여 활복하고, 오우치 가문은 멸망하였다.

## 가신 그룹(센고쿠 시대)

### 스오・나가토 지방 가신단
미기타씨・스에씨
- 스에 히로후사(陶弘房)
- 스에 히로모리(陶弘護)
- 스에 다케모리(陶武護)
- 스에 오키후사(陶興房)
- 미기타 히로아키(右田弘詮) - 본디 스에씨
- 스에 하루카타(陶晴賢) - 본명 다카후사(陶隆房)
- 스에 나가후사(陶長房)

나이토씨
- 나이토 히로노리(内藤弘矩)
- 나이토 오키모리(内藤興盛)
- 나이토 다카토키(内藤隆時)
- 나이토 다카하루(内藤隆春)
- 나이토 다카요(内藤隆世)

스기씨
- 스기 오키쓰라(杉興連)
- 스기 시게노리(杉重矩)
- 스기 시게스케(杉重輔)
- 스기 모토스케(杉元相|杉隆相)

히로나카씨
- 히로나카 다케나가(弘中武長)
- 히로나카 오키카네(弘中興兼)
- 히로나카 다카카네(弘中隆包/隆兼)
- 히로나카 다카스케(弘中隆助)

에라씨
- 에라 후사히데(江良房栄)

이이다씨
- 이이다 오키히데(飯田興秀)
- 이이다 나가히데(飯田長秀)

스에타케씨

### 이시미 지방 가신단
요시미씨
- 요시미 노부요리(吉見信頼)
- 요시미 요리오키(吉見頼興)
- 요시미 마사요리(吉見正頼)
- 요시미 히로요리(吉見広頼)

마스다씨
- 마스다 히로아키(益田兼堯)
- 마스다 후지카네(益田藤兼)

도이다씨
- 도이다 히로타네(問田弘胤)
- 도이다 오키유키(問田興之)
- 도이다 다카모리(問田隆盛)

### 그 외 지방 주요가신들
요시타카 시대
- 레이제이 다카토요(冷泉隆豊)
- 사가라 다케토(相良武任)
- 아마노 다카요시(天野隆良)
- 오카야 다카히데(岡屋隆秀)
- 오타 다카미치(大田隆通)
- 오니와 가타카네(大庭賢兼)
- 오바타 요시자네(小幡義實)
- 오카베 다카카게(岡部隆景)
- 구로카와 다카카타(黒川隆像)
- 사나미 다카쓰라(佐波降連)
- 네기 미기노베(禰宜右延)
- 히라가 다카모리(平賀隆保)

## 같이 보기
- 도래인
- 모리 모토나리
- 오토모 소린
- 야마구치현
- 시마네현
- 스에 하루카타
- 백제
- 백제 성왕
- 난보쿠초 시대
- 아시카가 막부
- 센고쿠 시대
- 슈고 다이묘
- 센고쿠 다이묘
- 백제 위덕왕

## 참고 자료
- 오우치씨의 가계도
- 다타라씨의 가계도
- 도요타씨의 족보